# D-Rev
D-Rev (от Design Revolution) — некоммерческая организация и социальное предприятие, базирующееся в Сан-Франциско (США). Компания производит высококачественные и недорогие коленные протезы (ReMotion Knee) для инвалидов и фототерапевтические устройства (Brilliance) для лечения желтухи у новорождённых. Основными регионами деятельности D-Rev являются Азия, Африка и Латинская Америка. Изделия D-Rev предназначены для потребителей с невысокими доходами по всему миру. Значительная часть продукции продаётся непосредственно министерствам здравоохранения, больницам и врачам. Благодаря пожертвованиям и грантам D-Rev покрывает часть расходов на разработку, производство, логистику и операции в развивающихся странах (значительная часть протезов передаётся больницам бесплатно для установки беднякам).
В некоторых странах D-Rev передаёт маркетинг и дистрибуцию своих товаров партнёрским фирмам, в частности Phoenix Medical Systems. Это позволяет сосредоточить усилия на социальном воздействии, разработке и производстве доступных предметов ухода за больными для развивающихся стран. Согласно условиям сотрудничества, при продаже продукции D-Rev лицензионные платежи для государственных больниц значительно ниже платежей для частных клиник. Аппараты Brilliance позволяют экономить средства на замене комплектующих и по цене доступны большинству государственных медицинских учреждений.
Протез ReMotion был разработан в 2009 году студентами Стэнфордского университета для больницы Джайпура. D-Rev приобрёл стартап и лицензионную документацию в 2012 году. По состоянию на весну 2015 года 62 тыс. младенцев прошли лечение на аппаратах Brilliance, почти 6,9 тыс. инвалидам были установлены протезы D-Rev.

## История
Организация D-Rev была основана в 2007 году психиатром и социальным предпринимателем Полом Полаком и инженером Куртом Кульманном. В 2009 году генеральным директором D-Rev стала Криста Дональдсон, ранее работавшая в дизайнерской фирме IDEO, инжиниринговой компании KickStart International и Госдепартаменте США.